# نوک‌شاخ سوالزی
 نوک‌شاخ سوالزی (نام علمی: Penelopides exarhatus) نام یک گونه از تیره نوک‌شاخ است.